# Etta Bortolazzi
Etta Bortolazzi (Split, 17. srpnja 1926. – Zagreb, 30. studenoga 2000.) je hrvatska i jugoslavenska kazališna,  radijska, TV i filmska glumica.

## Životopis
Etta Bortolazzi rođena je u Splitu 17. srpnja 1926. Poslije završene škole realnog smjera u Splitu i Trgovačke akademije u Zagrebu, svoja prva kazališna iskustva stječe u vrijeme  Drugog svjetskog rata, prvo kao članica  Kazališta narodnog oslobođenja Dalmacije, kojem se pridružuje u proljeće 1943. te Kazališta narodnog oslobođenja Hrvatske pri "13. proleterskoj brigadi", a sudjeluje i kao član Centralne glumačke družine na prvom Kongresu kulturnih radnika Hrvatske u Topuskom (25. – 27. lipnja 1944.) zajedno s kolegama Svenom Lastom, Šimom Šimatovićem, Irenom Kolesar, Mladenom Šermentom, Mirom Župan i drugima.  Nakon rata, 1948. godine, završava Zemaljsku glumačku školu u Zagrebu te upotpunjava svoju glumačku naobrazbu na beogradskoj Akademiji za kazalište film i televiziju. Od 1950. godine bila je članicom mnogih teatara diljem bivše Jugoslavije (Narodnog pozorišta u Cetinju, Srpskoga narodnog pozorišta u Novom Sadu, Narodnog pozorišta u Subotici), a 1955. godine dolazi u Zagreb, gdje je do 1958. godine bila članicom Zagrebačkog dramskog kazališta. Ipak najveći dio svog radnog glumačkog vijeka provela je u Zagrebu, glumeći brojne karakterne uloge u matičnom kazalištu,  Hrvatskom narodnom kazalištu (1958. – 1993.). Glumica izrazite karakterne fizonomije uspijevala je i od najmanjih uloga napraviti vrijedne minijature koje je publika prepoznavala i pozdravljala (npr. uloga lude pijanistice u Kiklopu, Ranka Marinkovića i u režiji Koste Spaića; uloga Aâse u  Peeru Gyntu H. Ibsena koju je režirao slavni rumunjski redatelj Horea Popesku), a kritika i struka nagrađivala. S jednakom je žarom, predanošću i energijom kreirala brojne uloge i u ostalim kazališnim sredinama u kojima je gostovala (u Teatru &TD,  Zagrebačkom kazalištu mladih, splitskom HNK) kao i u drugim medijima – televizijskim dramama, serijama, radiodramama te na filmu.

## Popis uloga

### Televizijske uloge
- "Smogovci" kao gospođa na šalteru banke (1991.)
- "Operacija Barbarossa" kao teta Ruža (1990.)
- "Dvanaestorica žigosanih" kao stara žena (1988.)
- "Nepokoreni grad" kao Nazorova sestra (1982.)
- "Velo misto" kao baba Marta (1980.)
- "Punom parom" kao Andrijina mama (1980.)
- "U registraturi" (1974.)
- "Prijatelji" (1974.)
- "Ča smo na ovon svitu..." kao Mare Lajavica (1973.)
- "Prosjaci i sinovi" (1972.)
- "Diogenes" kao barunica Julijana Sermage (1971.)
- "Veliki i mali" kao suputnica iz autobusa (1970.)
- "Naše malo misto" (1969.)

### Filmske uloge
- "Tri muškarca Melite Žganjer" kao Valika (1998.)
- "Puna kuća" (1998.)
- "Prepoznavanje" kao Anina baka (1996.)
- "Kako je počeo rat na mom otoku" kao baba (1996.)
- "Olovna pričest" (1995.)
- "Šokak triju ruža" kao teta Tereza (1992.)
- "Krhotine" kao drugarica (1991.)
- "Razbijena vaza" kao baka (1990.)
- "Stela" kao baka (1990.)
- "Mlada sila" (1988.)
- "Unutarnje rezerve" kao baka (1986.)
- "Eter" (1985.)
- "Na istarski način" (1985.)
- "Zadarski memento" kao gospođa Čekić (1984.)
- "Grgo gre u Pazin" (1983.)
- "Visoki napon" (1981.)
- "Prah" (1980.)
- "Ljubav jedne uniforme" (1979.)
- "Posljednji dan" (1979.)
- "Oko" kao Kata (1978.)
- "Zašto je pile žuto, a koka nije?" (1977.)
- "Čovik i arhitektura" kao Domina (1977.)
- "Car se zabavlja" (1975.)
- "Tena" (1975.)
- "Orgulje i vatrogasci" kao Jerolima (1974.)
- "Psihopati" (1974.)
- "Luda kuća" kao Fajdetićka (1972.)
- "Cili svit je inšempjan" (1971.)
- "Autodafe moga oca" (1971.)
- "Balade Petrice Kerempuha" (1971.)
- "Zlatousti" (1970.)
- "Brak je uvijek riskantna stvar" (1970.)
- "Meštre Tonov najsritniji dan" kao gospođa Marijeta (1969.)
- "Američka jahta u splitskoj luci" kao kontesa Kate de'Milessi (1969.)
- "Lisice" kao baba (glas) (1969.)
- "Orkestar" (1969.)
- "Kratak susret" (1968.)
- "Tamo gdje bizoni lutaju" (1968.)
- "Iluzija" kao kućna pomoćnica Marica (1967.)
- "Kompromis" (1967.)
- "Tebe, pobjedo, pitam..." (1966.)
- "Oluja na ulici" (1965.)
- "Jedan i tri" (1965.)
- "Prometej s otoka Viševice" kao majčin glas (1964.)
- "Pred svakim pragom" (1964.)
- "Mećava" (1964.)
- "Doktor Knock" (1964.)
- "Slijepi kolosijek" (1964.)
- "Ne možeš imati sve" (1964.)
- "Posljednji vitezovi" (1963.)
- "Žara" (1963.)
- "Opasni put" kao Miličina majka (1963.)
- "Priča o djevojčici i sapunu" (1962.)
- "Abeceda straha" kao gošća kod Bolnerovih (1961.)
- "Siva bilježnica" (1961.)
- "Krokodil" (1960.)
- "Oko božje" (1960.)
- "Deveti krug" kao logorašica (1959.)
- "Tri Ane" kao gospođa iz čekaone (1959.)
- "Jurnjava za motorom" (1959.)
- "Nikoletina Buršac" kao Nikoletinina majka (1957.)
- "Svoga tela gospodar" (1957.)

## Važnije kazališne uloge
- Sonja, Anton Pavlovič Čehov, "Ujak Vanja", (1947.); u režiji  Tita Strozzija, Zemaljska glumačka škola, Zagreb
- Dorina, Molière, "Tartuffe", Cetinje
- Martha Brewster,  Joseph Kesselring, "Arsen i stare čipke"
- Anfisa Anton Pavlovič Čehov, "Tri sestre"
- Gđa Frola, Luigi Pirandello, "Tako je, ako vam se čini"
- Melita, Miroslav Krleža, "Leda", u režiji  Aleksandra Ognjanovića, Srpsko narodno pozorište, Novi Sad
- Maša,  Pero Budak, "Mećava" (1952.); u režiji  Borivoja Hanuske, Srpsko narodno pozorište, Novi Sad
- Đove,  Marin Držić, " Mande" (1952.); u režiji  Aleksandra Ognjanovića, Srpsko narodno pozorište, Novi Sad
- Olga Stanić,  Mihajlo Vasiljević, "Ka novim obalama" (1953.); u režiji  Jovana Konjovića, Srpsko narodno pozorište, Novi Sad[3]
- Fružina,  Lajoš Zilahy, "Muzički Pajaci" (1953.); u režiji  Borivoja Hanuske, Srpsko narodno pozorište, Novi Sad
- Desdemona, William Shakespeare, "Otelo" (1954.); u režiji  Borivoja Hanuske, Hrvatsko narodno kazalište u Subotici
- Mae, Tennessee Williams, "Mačka na vrućem limenom krovu (1956.); u režiji  Dina Radojevića,   Zagrebačko dramsko kazalište
- Ana Nilovna Perepeljicina, Fjodor Mihajlovič Dostojevski, "Selo Stepančikovo (1956.); u režiji  Mladena Škiljana,   Zagrebačko dramsko kazalište
- Kata,  Slavko Kolar,  "Svoga tijela gospodar"  (1957.); u režiji  Branka Gavelle,  Zagrebačko dramsko kazalište
- Majka,  Mirko Božić,  "Ljuljačka u tužnoj vrbi" (1957.); u režiji Koste Spajića,  Zagrebačko dramsko kazalište
- Lady Macduff, William Shakespeare,  "Macbeth" (1957.); u režiji Branka Gavelle,  Zagrebačko dramsko kazalište
- Paunovićeva,  August Šenoa,  "Ljubica" (1964.); u režiji  Božidara Violića, Hrvatsko narodno kazalište u Zagrebu
- Manda,  Pero Budak, "Mećava" (1965.); u režiji  Ljudevita Galica, Hrvatsko narodno kazalište u Zagrebu
- Udova Quin, J. M. Synge, "Najveći junak zapadne Irske" (1968.); u režiji  Georgija Para, Hrvatsko narodno kazalište u Zagrebu
- Madeleine Petrovna, Miroslav Krleža  "U agoniji"(1969.); u režiji  Georgija Para, Hrvatsko narodno kazalište u Zagrebu
- Mara, Ivan Raos, "Autodafe mog oca" (1970.); u režiji  Petra Šarčevića, Hrvatsko narodno kazalište u Zagrebu
- Nehama, Isak Babelj, "Sumrak" (1972.); u režiji  Vjekoslava Vidoševića, Hrvatsko narodno kazalište u Zagrebu
- Luda pijanistica, Ranko Marinković, "Kiklop"(1977.); u režiji Koste Spajića, Hrvatsko narodno kazalište u Zagrebu
- Aâsa, majka Peer Gynta Henrik Ibsen, "Peer Gynt" (1977.); u režiji Horea Popescua,Hrvatsko narodno kazalište u Zagrebu
- Žena Ksaverova, Miroslav Krleža,  "Golgota" (1978.); u režiji  Mladena Škiljana, Hrvatsko narodno kazalište u Zagrebu
- Gđa Altrimenti-Menti, Ranko Marinković, "Pustinja" (1980.); u režiji  Marina Carića, Hrvatsko narodno kazalište u Zagrebu
- Mare,  Ivo Vojnović,  "Dubrovačka trilogija",  "Na taraci" (1984.); u režiji Ivice Kunčevića, Hrvatsko narodno kazalište u Zagrebu
- Palčica,  Luigi Pirandello,(1988.); u režiji Ivice Kunčevića, Hrvatsko narodno kazalište u Zagrebu
- Više uloga, Veno Taufer, "Odisej i sin" (1990.); u režiji  Vita Taufera, Zagrebačko kazalište mladih
- Perl, Niel Simon, "Zatočenik 2 avenije" (1993.); u režiji  Relje Bašića, Teatar u gostima

## Posljednje počivalište
Etta Bortolazzi sahranjena je 6. prosinca 2000. godine na zagrebačkom groblju Markovo Polje.

## Vanjske poveznice
- Etta Bertolazzi u internetskoj bazi filmova IMDb-u (engl.)